# 방향-사회민주주의
방향-사회민주주의(方向-社會民主主義, 슬로바키아어: Smer–sociálna demokracia, Smer-SD) 또는 스메르(Smer)는 1999년 슬로바키아에서 만들어진 사회민주주의, 좌익대중주의 정당이다. 현재 지도자는 로베르트 피초이며, 2006~2010년, 2012~2018년, 그리고 2023년부터 현재까지 정부여당으로 있다.

## 역사
동유럽 공산권이 무너진 후 슬로바키아 공산당은 1990년 민주좌파당이라는 이름으로 재창당되었지만 이전의 정국 주도권을 상실하였다. 이에 따라 1999년 11월 8일 로베르트 피초를 중심으로 한 민주좌파당 내 일부 인사들은 당을 탈당하고 방향(슬로바키아어: Smer)이라는 이름의 신당을 설립하였다. 2002년 총선에서 원내 3당 지위를 획득한 방향은 2003년 당명을 다시 방향 (제3의 길)(슬로바키아어: Smer (tretia cesta))로 바꾸었으며, 2005년 민주좌파당을 통합흡수하면서 사회주의 정당 중에서 최대 영향력을 갖게 되었다. 2006년 총선에서는 원내 1당 지위를 획득하면서 피초를 총리로 옹립할 수 있었다.
2010년 정권을 잃었다가 2012년 총선에서 다시 과반의석을 차지하며 단독 정당으로 내각을 구성하였다. 이 동안 중도우파 전 정부의 경제적 자유주의 개혁을 일부 취소하였고 여러 사회복지 제도를 도입하였다. 2020년 야당이 된 이후 당내 주요 관료들이 정치 부패 혐의로 조사를 받기 시작하였다. 같은 해 당내 분열이 일어나 전 총리인 페테르 펠레그리니를 주축으로 목소리-사회민주주의가 분리되었다. 2020년 이후 방향당은 민족주의, 포퓰리즘, 사회보수주의, 친러 성향을 보이고 있다.
2023년 총선에서 22.94%의 득표율로 승리했다. 10월부터 로베르트 피초를 총리로 하여 이전 연합인 목소리-사회민주주의에 더하여 극우 성향의 슬로바키아 국민당과 연정을 맺어 집권하기 시작했다.

## 역대 로고

2005년부터 2019년까지 사용한 로고
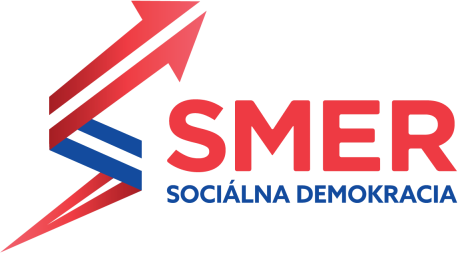
2019년부터 2021년까지 사용한 로고

## 역대 선거 결과
| 연도   | 득표율 | 의석     |
| ------ | ------ | -------- |
| 2012년 | 44.4%  | 83 / 150 |
| 2020년 | 18.3%  | 38 / 150 |

## 같이 보기
- 독립사회민주연대